# Strafprocesrecht

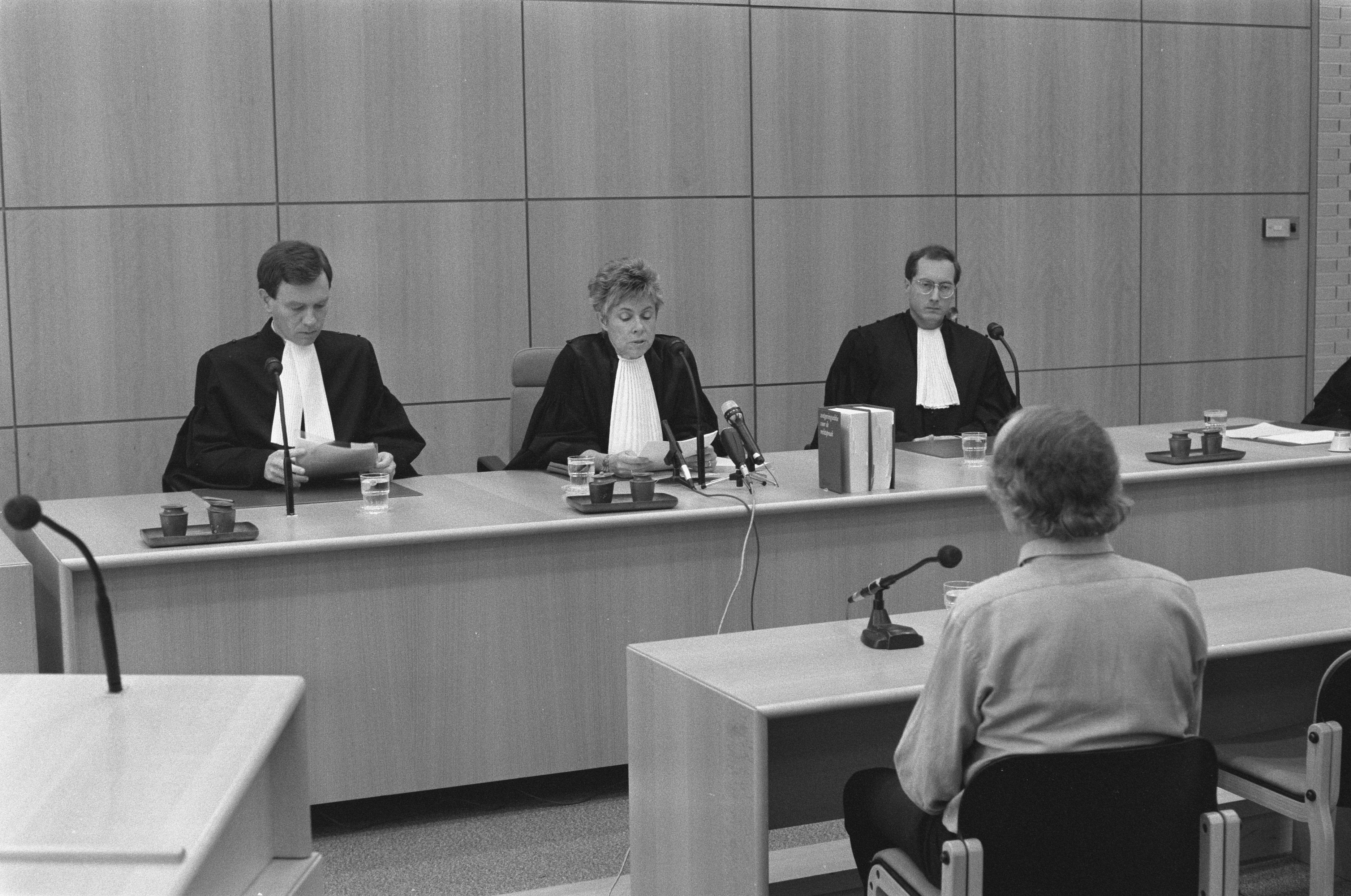
Rechtbank te Haarlem doet uitspraak in proces tegen Ferdi E. een voorbeeld van strafprocesrecht waarin de waarheidsvinding, procesvoering en toepassing van wettelijke strafbepalingen centraal staan.

 Het strafprocesrecht, ook wel formeel strafrecht of strafvordering is het procesrecht van het strafrecht. Als formeel strafrecht vormt het de tegenhanger van het materieel strafrecht. Het geeft aan welke procedure gevolgd moet worden als iemand het materiële strafrecht heeft overtreden terwijl het materiële strafrecht bepaalt wat wel en niet strafbaar is. Het Wetboek van Strafvordering neemt een centrale plaats in in het formele strafrecht.
Strafprocesrecht vindt men zowel in Nederland als in België in het Wetboek van Strafvordering en is met meer waarborgen omkleed dan burgerlijk procesrecht. Dit is ook logisch, want de overheid grijpt diep in het privé-leven in, bedreigt de verdachte met financiële en vrijheidsstraffen, en stigmatiseert hem en zijn familie. Het legaliteitsbeginsel staat dus voorop: strafvervolging vindt slechts plaats op de wijze waarin de wet voorziet. Staat iets niet in de wet, dan heeft de rechter dus geen mogelijkheid om te improviseren. Ook beginselen uit het Europees Verdrag voor de Rechten van de Mens, zoals "eerlijk proces", "redelijke termijn" en "wapengelijkheid" spelen een rol. De verdachte moet een eerlijke kans krijgen, en mag niet te lang in onzekerheid verkeren. Het Wetboek van Strafvordering regelt ook het vooronderzoek, het onderzoek ter terechtzitting, bewijs en bijzondere opsporingsbevoegdheden. De tenuitvoerlegging van de straf behoort tot het strafprocesrecht maar wordt niet in het Wetboek van Strafvordering geregeld.
De Nederlandse Wet op de rechterlijke organisatie en diverse bijzondere wetten bevatten voornamelijk formeel strafrecht.
Het legaliteitsbeginsel ex Artikel 1 van het Wetboek van Strafvordering stelt dat het formele strafrecht door de wet geregeld wordt. Hiermee wordt bedoeld een wet in formele zin, i.e. een wet samengesteld door de Staten Generaal en de regering samen en weerhoudt decentrale overheden zoals Provincies en Gemeenten er dus van hun eigen strafproces regels op te stellen. De bevoegdheid kan daarentegen wel worden gedelegeerd naar centrale bestuurders zodat het strafprocesrecht ook kan worden geregeld door middel van AMvB's of beleidsregels.